# یانگ ژه
یانگ ژه (انگلیسی: Yang Zhe؛ زادهٔ ۱۴ ژوئیهٔ ۱۹۹۱) وزنه‌بردار اهل چین است.
وی در مسابقات کشوری و بین‌المللی در مجموع برندهٔ ۸ مدال طلا، ۱ مدال نقره، ۲ مدال برنز شده‌است.